# Martha Bayona Pineda
Martha Bayona Pineda (Bucaramanga, 12 d'agost de 1985) és una ciclista colombiana, que s'ha especialitzat en la pista. Ha guanyat una medalla al Campionat del món de Keirin de 2017.

## Palmarès en pista
- 2013
  - 1a als Campionats Panamericans en Velocitat per equips (amb Juliana Gaviria)
- 2017
  - 1a als Campionats Panamericans en Keirin